# Xinyi (Xuzhou)
Koordinaten: 34° 22′ N, 118° 21′ O
Xinyi (新沂市,  Xīnyí Shì) ist eine ostchinesische kreisfreie Stadt der bezirksfreien Stadt Xuzhou im Norden der Provinz Jiangsu. Sie hat eine Fläche von 1.571 km² und zählt 920.628 Einwohner (Stand: Zensus 2010).
Die neolithische Huating-Stätte (Huating yizhi 花厅遗址) der Dawenkou-Kultur steht seit 2006 auf der Liste der Denkmäler der Volksrepublik China (6-72).
Die Longhai-Bahn verbindet Xinyi mit Lanzhou und Lianyungang.